# Liste der Innenminister von Nordrhein-Westfalen
Liste der Innenminister von Nordrhein-Westfalen seit 1946.
| Name                                | Amtsantritt                                    | Kabinett                          | Partei              |
| Minister des Innern                 | Minister des Innern                            | Minister des Innern               | Minister des Innern |
| ----------------------------------- | ---------------------------------------------- | --------------------------------- | ------------------- |
| Walter Menzel                       | 29. August 1946 5. Dezember 1946 17. Juni 1947 | Amelunxen I Amelunxen II Arnold I | SPD                 |
| Karl Arnold                         | 1. August 1950                                 | Arnold II                         | CDU                 |
| Adolf Flecken                       | 15. September 1950                             | Arnold II                         | CDU                 |
| Franz Meyers                        | 25. Mai 1952 27. Juli 1954                     | Arnold II Arnold III              | CDU                 |
| Hubert Biernat                      | 28. Februar 1956                               | Steinhoff                         | SPD                 |
| Josef Hermann Dufhues               | 24. Juli 1958                                  | Meyers I                          | CDU                 |
| Willi Weyer                         | 26. Juli 1962 25. Juli 1966                    | Meyers II Meyers III              | FDP                 |
| Franz Meyers                        | 1. Dezember 1966                               | Meyers III                        | CDU                 |
| Willi Weyer                         | 8. Dezember 1966 28. Juli 1970                 | Kühn I Kühn II                    | FDP                 |
| Burkhard Hirsch                     | 4. Juni 1975 20. September 1978                | Kühn III Rau I                    | FDP                 |
| Herbert Schnoor                     | 4. Juni 1980 30. Mai 1985 12. Juni 1990        | Rau II Rau III Rau IV             | SPD                 |
| Franz-Josef Kniola                  | 17. Juli 1995                                  | Rau V                             | SPD                 |
| Minister für Inneres und Justiz     |                                                |                                   |                     |
| Fritz Behrens                       | 17. Juni 1998                                  | Clement I                         | SPD                 |
| Minister des Innern                 |                                                |                                   |                     |
| Fritz Behrens                       | 1. März 1999 27. Juni 2000 12. November 2002   | Clement I Clement II Steinbrück   | SPD                 |
| Ingo Wolf                           | 24. Juni 2005                                  | Rüttgers                          | FDP                 |
| Minister für Inneres und Kommunales |                                                |                                   |                     |
| Ralf Jäger                          | 15. Juli 2010 21. Juni 2012                    | Kraft I Kraft II                  | SPD                 |
| Minister des Innern                 |                                                |                                   |                     |
| Herbert Reul                        | 30. Juni 2017 28. Oktober 2021 29. Juni 2022   | Laschet Wüst I Wüst II            | CDU                 |